# Kneblinghausen
Il campo militare romano di Kneblinghausen si trova nel quartiere di Kneblinghausen della città tedesca di Rüthen, lungo il fiume Möhne, affluente della Ruhr. Potrebbe far parte di tutta una serie di fortificazioni realizzate all'epoca di Augusto, ai fini dell'occupazione della Germania e della sua trasformazione in provincia romana. Alcuni studiosi moderni ritengono invece sia di epoca più tarda, attribuibile a Domiziano (81-96).

## Storia

### Dalle campagne di Augusto a quelle di Domiziano (3 a.C.? - 84 d.C.?)
Il momento della fondazione del campo potrebbe essere avvenuto sotto i generali di Augusto, Lucio Domizio Enobarbo o Marco Vinicio (a cui furono conferiti gli Ornamenta triumphalia de Cherusciis) in un periodo compreso tra il 3 a.C. ed il 3 d.C., oppure dallo stesso Tiberio (futuro princeps) in relazione all'occupazione della Germania fino all'Elba negli anni 4-5. La fine del suo utilizzo potrebbe essere avvenuto con la disfatta di Varo nel 9. Esistono però indizi sufficienti che sembrano testimoniare, al contrario, che tale forte fu utilizzato in epoca domizianea al tempo delle prime campagne condotte lungo il limes germanico-retico degli anni 83-84, o forse ai tempi della sacerdotessa Velleda verso la fine degli anni settanta del I secolo.

## Gli scavi archeologici
Il primo ritrovamento archeologico risalirebbe al 1901 da parte di A. Hartmann. Gli scavi proseguirono fino al 1907. Nuovi scavi furono condotti dal prof. Tori nel 1926 e nel 1934. Altri scavi avvennero tra il 1937 ed il 1939.
Dagli scavi è emerso un forte le cui dimensioni sono risultate, in una prima fase di 450 x 245 m, ed in una seconda fase ridotte lungo il lato est, a circa 130 metri. Le porte del castrum sembra siano del tipo a Clavicola (tipico della fine del I secolo), motivo per cui si è intuito si trattasse di una costruzione di tipo romano, o romano-germanica. Sembra infatti che il campo romano sia stato costruito su un preesistente insediamento germanico.
Lo stato attuale delle conoscenze non ci permette di dire se il castrum di Kneblinghausen faccia parte o meno della serie di forti romani di età augustea come (Holsterhausen, Haltern, Oberaden e Anreppen). Sembra invece più probabile che possa appartenere alle campagne dall'imperatore Domiziano degli anni ottanta del I secolo.

### Fonti primarie
Cassio Dione Cocceiano, Storia romana, LV.

### Fonti moderne
- Der Kreis Soest. Theiss-Verlag, Stuttgart, 2001. ISBN 3806215162
- Georg Eggenstein, Das Siedlungswesen der jüngeren vorrömischen Eisenzeit und der frühen römischen Kaiserzeit im Lippebereich, Bodenaltertümer Westfalen 40, Mainz 2002.
- Johann-Sebastian Kühlborn, Germaniam pacavi - Germanien habe ich befriedet, 1995, supplemento 3, pp. 130–144.

### Voci generali
- Germania (provincia romana)
- Occupazione romana della Germania sotto Augusto
- Spedizione germanica di Germanico
- Campagne germaniche di Domiziano
- Germani